# GWR Sir Watkin Class
GWR Sir Watkin Class — тип товарных паровозов с осевой формулой 0-3-0 для широкой колеи Большой западной железной дороги, а именно для подземного участка Metropolitan Railway в Лондоне. Паровозы были построены в 1865 году, и последний из них списан с окончанием ширококолейного движения в мае 1892-го. Все паровозы получили имена по высшим должностным лицам компании.
Три паровоза («Балклей», «Фаулер» и «Сондерс») были в июне 1872 года проданы железной дороге Южного Девона, а при поглощении дороги в 1876 году вернулись в GWR и получили номера 2157—2159.
| Имя        | Построен | Списан | Примечания |
| ---------- | -------- | ------ | --- |
| Балклей    | 1865     | 1872   | Назван в честь капитана Балклея (англ. Bulkeley), долгое время бывшего директором дороги. На железной дороге Южного Девона его переделали в седельный танк. В это время то же имя получил один из «Железных герцогов», и чтобы не путать их, товарный паровоз, как все взятые на SDR, получил к имени номер (2157). |
| Фаулер     | 1866     | 1887   | Назван в честь инженера-консультанта компании Джона Фаулера. На железной дороге Южного Девона был также снабжён седельным танком, после возвращения на GWR получил к имени номер 2158. |
| Майлз      | 1866     | 1888   | Назван в честь многолетнего директора компании Дж. У. Майлза англ. J. W. Miles. |
| Сондерс    | 1866     | 1892   | Назван в честь многолетнего секретаря компании Чарльза Саундерса (англ. Charles Saunders). На железной дороге Южного Девона был также снабжён седельным танком, после возвращения на GWR получил к имени номер 2158.                                                                                                |
| сэр Уоткин | 1866     | 1892   | Назван в честь сэра Уоткина, члена Парламента и директора GWR. Возможно, был переименован в «Уинн» в 1869 году, когда имя «сэр Уоткин» было дано только что построенному 1-1-1-паровозу стандартной колеи № 471 типа «сэр Дэниел».                                                                                  |
| Уэтем      | 1866     | 1889   | Назван в честь директора компании Чарльза Уэтема (англ. Charles Whetham), который в 1878 году был также лордом-мэром Лондона. |